# Alfred Vohrer
Alfred Vohrer (29 de diciembre de 1914 - 3 de febrero de 1986) fue un guionista y director cinematográfico y televisivo de nacionalidad alemana.

## Biografía

### Inicios
Nacido en Stuttgart, Alemania, su nombre completo era Alfred Adolf Vohrer. Cursó estudios en la Realschule, formándose después en canto y actuación. En los años 1930 formó parte del elenco del Staatstheater de Stuttgart. Fue reclutado durante la Segunda Guerra Mundial, perdiendo su brazo derecho en 1941 en Rusia. Después fue voluntario de la Universum Film AG, trabajando hasta el final de la contienda como ayudante de dirección de Harald Braun y Alfred Braun.
En los primeros años de la posguerra, la industria cinematográfica alemana estaba muy debilitada, por lo que hubo de trabajar en la radio. Desde 1946 a 1948 trabajó como director para la Süddeutscher Rundfunk, y en 1949 volvió al cine, aunque pasó desapercibido del gran público. Fue director de diálogos de la Motion Picture Export Association (MPEA), y más tarde fue socio de Josef Wolf en la empresa de doblaje Ultra-Film GmbH. En los siguientes años Vohrer fue responsable del doblaje de casi 1000 producciones, algunas de ellas clásicos como On the Waterfront (1954) o El puente sobre el río Kwai (1957).
En 1956 Ultra-Film presentó su primer proyecto propio, Zum Leben verdammt, con guion escrito por Vohrer. Sin embargo, la producción fue rechazada. En 1958 la misma compañía produjo el film de problemática adolescente Schmutziger Engel, dirigido por Vohrer en su debut. Rodó otras tres películas del mismo género, siendo muy convincente su trabajo en Verbrechen nach Schulschluß (1959).
Algo menos destacada fue la película dramática Bis dass das Geld Euch scheidet … (1960), pero marcó el inicio de la colaboración entre Vohrer y el productor Artur Brauner.

### Director en Rialto Film
Finalmente Vohrer dejó de trabajar para Brauner para pasar a colaborar con el director de producción de Rialto Film, Horst Wendlandt. Para esa compañía, Vohrer dirigió un film basado en las historias de Edgar Wallace Die toten Augen von London (1961), el de más éxito de toda la serie. Más adelante dirigió también la primera producción en color de Rialto, Unser Haus in Kamerun.
Alfred Vohrer fue el director más ocupado con las producciones de Edgar Wallace, rodando un total de 14, entre ellas Das Gasthaus an der Themse (1962), Der Zinker (1963), Der Hexer (1964), Neues vom Hexer (1965) y Die blaue Hand (1967). 
Vohrer tuvo la oportunidad de rodar un western en 1964, Unter Geiern. La cinta fue el mayor éxito internacional de las adaptaciones de las obras de Karl May. Su segundo film de Karl May, Old Surehand 1. Teil (1965), no obtuvo el mismo éxito. El western Winnetou und sein Freund Old Firehand (1966) fue el último título de Karl May rodado por Rialto.
A finales de 1968 Vohrer había rodado un total de 19 películas para Rialto, aunque a la vez también colaboraba con otras productoras. Así, en 1963 rodó el thriller Ein Alibi zerbricht, producido por Sascha-Film en Viena. La comedia social Lange Beine – lange Finger, fue producida en el año 1966 por la compañía de Artur Brauner, CCC-Film.

### Etapa en Roxy-Film
Como el nivel de las películas Edgar Wallace, y el público que las veía, era cada vez menor, Vohrer decidió empezar a trabajar en Múnich con Roxy Film, bajo la dirección de Luggi Waldleitner. En esa compañía rodó los thrillers Sieben Tage Frist y Perrak, así como las comedias eróticas Herzblatt oder Wie sag ich’s meiner Tochter? y Das gelbe Haus am Pinnasberg.
En 1971 dirigió seis películas basadas en novelas de Johannes Mario Simmel, recuperando parte del éxito conseguido en años anteriores. También llevó a la pantalla una adaptación de Aleksandr Pushkin, Und der Regen verwischt jede Spur, y otra del escritor Erich Kästner, Drei Männer im Schnee.
También adaptó a Heinz Günther Konsalik en Wer stirbt schon gerne unter Palmen para TV 13, y a Ludwig Ganghofer en Der Edelweißkönig y Das Schweigen im Walde, para CTV 72, cintas con las que obtuvo malas críticas, aunque el resultado de taquilla fue bueno Su película Jeder stirbt für sich allein obtuvo una mejor crítica. A mediados de la década de 1970 el interés del público por el cine había disminuido, por lo cual Vohrer decidió en 1976 centrarse exclusivamente en la televisión.

### Televisión
Alfred Vohrer trabajó desde el año 1975 en la serie televisiva Derrick, haciendo lo mismo a partir de 1977 con otra serie, Der Alte. Fue uno de los directores más activos de ambos programas.
En los años 1980 dirigió numerosos episodios de diferentes producciones televisivas. Entre las mismas figuran Weißblaue Geschichten (con Gustl Bayrhammer), Hessische Geschichten (con Günter Strack), Krumme Touren (con Manfred Krug), Das Traumschiff y Die Schwarzwaldklinik.

### Muerte
Alfred Vohrer falleció en Múnich, Alemania, en el año 1986. Su cadáver fue descubierto por un ayudante del director, que quería visitar a Vohrer en su hotel, pues no se había presentado al rodaje de un nuevo episodio de Der Alte. Fue enterrado en el Cementerio Waldfriedhof Dahlem de Berlín.

## Filmografía

### Ayudante de dirección
- 1942 : Zwischen Himmel und Erde, de Harald Braun
- 1942 : Hab mich lieb!, de Harald Braun
- 1944 : Nora, de Harald Braun
- 1944 : Träumerei, de Harald Braun
- 1945 : Der stumme Gast, de Harald Braun
- 1945 : Der Puppenspieler, de Alfred Braun (inacabada)
- 1951 : Augen der Liebe, de Alfred Braun

### Director de diálogos en doblajes (selección)
- 1949 : Dr. Jekyll and Mr. Hyde
- 1949 : Un rostro de mujer
- 1949 : Humoresque
- 1949 : Canción inolvidable
- 1950 : The Spoilers
- 1950 : Nido de víboras
- 1950 : A través del espejo
- 1950 : ¡Qué verde era mi valle!
- 1950 : Sangre y arena
- 1950 : Immer wieder Glück
- 1950 : The Killers
- 1950 : Possessed
- 1950 : Que el cielo la juzgue
- 1951 : Por quién doblan las campanas
- 1951 : All the King's Men
- 1952 : ¡Viva Zapata!
- 1952 : Decision Before Dawn
- 1953 : Las nieves del Kilimanjaro
- 1954 : De aquí a la eternidad
- 1954 : On the Waterfront
- 1955 : The End of the Affair
- 1955 : Not as a Stranger
- 1956 : Queen Bee
- 1956 : Picnic
- 1956 : El hombre del brazo de oro
- 1956 : Rock Around The Clock
- 1956 : Melodía inmortal
- 1956 : La escondida
- 1956 : Odongo
- 1957 : Interpol
- 1957 : The Brothers Rico
- 1957 : Fire Down Below
- 1958 : El puente sobre el río Kwai
- 1958 : Fugitivos
- 1958 : The African Queen
- 1959 : ¡Quiero vivir!
- 1959 : Llegaron a Cordura
- 1959 : Middle of the Night
- 1959 : Los 400 golpes
- 1960 : Sueño de amor
- 1962 : Il mulino delle donne di pietra

### Director
- 1958 : Schmutziger Engel
- 1958 : Meine 99 Bräute
- 1959 : Verbrechen nach Schulschluß
- 1960 : Mit 17 weint man nicht
- 1960 : Bis dass das Geld Euch scheidet …
- 1961 : Die toten Augen von London
- 1961 : Unser Haus in Kamerun
- 1962 : Die Tür mit den sieben Schlössern
- 1962 : Das Gasthaus an der Themse
- 1963 : Der Zinker
- 1963 : Das indische Tuch
- 1963 : Ein Alibi zerbricht
- 1964 : Wartezimmer zum Jenseits
- 1964 : Der Hexer
- 1964 : Unter Geiern
- 1965 : Neues vom Hexer
- 1965 : Old Surehand 1. Teil
- 1966 : Lange Beine – lange Finger
- 1966 : Der Bucklige von Soho
- 1966 : Winnetou und sein Freund Old Firehand
- 1967 : Die blaue Hand
- 1967 : Der Mönch mit der Peitsche
- 1968 : Der Hund von Blackwood Castle
- 1968 : Im Banne des Unheimlichen
- 1968 : Der Gorilla von Soho
- 1969 : Der Mann mit dem Glasauge
- 1969 : Sieben Tage Frist
- 1969 : Herzblatt oder Wie sag ich’s meiner Tochter?
- 1970 : Das gelbe Haus am Pinnasberg
- 1970 : Perrak
- 1971 : Und Jimmy ging zum Regenbogen
- 1971 : Liebe ist nur ein Wort
- 1972 : Der Stoff aus dem die Träume sind
- 1972 : Und der Regen verwischt jede Spur
- 1973 : Alle Menschen werden Brüder
- 1973 : Gott schützt die Liebenden
- 1974 : Drei Männer im Schnee
- 1974 : Wer stirbt schon gerne unter Palmen
- 1974 : Die Antwort kennt nur der Wind
- 1975 : Verbrechen nach Schulschluß
- 1975 : Derrick (serieTV): episodio Kamillas junger Freund
- 1975 : Der Edelweißkönig
- 1976 : Jeder stirbt für sich allein
- 1976 : Derrick: Tote Vögel singen nicht
- 1976 : Derrick: Schock
- 1976 : Anita Drögemöller und die Ruhe an der Ruhr
- 1976 : Das Schweigen im Walde
- 1976 : Derrick: Hals in der Schlinge
- 1976 : Derrick: Offene Rechnung
- 1977 : Derrick: Das Kuckucksei
- 1977 : Der Alte (serie TV): episodio Zwei Mörder
- 1977 : Der Alte: Blütenträume
- 1977 : Der Alte: Verena und Annabelle
- 1977 : Der Alte: Erkältung im Sommer
- 1977 : Derrick: Tod eines Fans
- 1977 : Derrick: Ein Hinterhalt
- 1978 : Der Alte: Bumerang
- 1978 : Der Alte: Kaffee mit Beate
- 1978 : Der Alte: Die Sträflingsfrau
- 1978 : Derrick: Lissas Vater
- 1978 : Derrick: Die verlorenen Sekunden
- 1978 : Der Alte: Marholms Erben
- 1978 : Der Alte: Mordanschlag
- 1979 : Derrick: Ein unheimliches Haus
- 1979 : Der Alte: Teufelsbrut
- 1979 : Derrick: Das dritte Opfer
- 1979 : Derrick: Der Todesengel
- 1980 : Der Alte: Die tote Hand
- 1980 : Liebe bleibt nicht ohne Schmerzen (telefilm)
- 1980 : Derrick: Zeuge Yurowski
- 1980 : Derrick: Pricker
- 1980 : Der Alte: Freispruch
- 1981 : Der Alte: Bis daß der Tod uns scheidet
- 1981 : Derrick: Das sechste Streichholz
- 1981 : Derrick: Tod im See
- 1982 : Liebe hat ihre Zeit (telefilm)
- 1982 : Georg Thomallas Geschichten (serie TV): episodio Ein bißchen Halleluja
- 1982 : Georg Thomallas Geschichten: Ein Geschenk des Himmels
- 1982 : Derrick: Die Fahrt nach Lindau
- 1982 : Väter (telefilm)
- 1982 : Derrick: Das Alibi
- 1982 : Derrick: Der Mann aus Kiel
- 1983 : Rendezvous der Damen (telefilm)
- 1983 : Derrick: Geheimnisse einer Nacht
- 1983 : Das Traumschiff (serie TV): episodio Marokko
- 1983 : Das Traumschiff: Kenia
- 1983 : Das Traumschiff: Puerto Rico
- 1983 : Das Traumschiff: Kenia
- 1983 : Das Traumschiff: Amazonas
- 1984 : Das Traumschiff: Brasilien
- 1984 : Weißblaue Geschichten (serie TV): episodio Der Kurpfuscher / Der Seemann / Der Kraftprotz
- 1984 : Weißblaue Geschichten: Der Schlaumeier / Der Tandler / Das Gspusi
- 1984 : Weißblaue Geschichten: Der Freund / Der Vater / Der Heilige / Der Retter
- 1984 : Derrick: Drei atemlose Tage
- 1984 : Derrick: Tödlicher Ausweg
- 1984 : Krumme Touren (telefilm)
- 1984 : Derrick: Ein Mörder zu wenig
- 1984 : Der Lehrer und andere Schulgeschichten (telefilm)
- 1984 : Derrick: Gangster haben andere Spielregeln
- 1985 : Die Schwarzwaldklinik (serie TV): episodio Die Heimkehr
- 1985 : Die Schwarzwaldklinik: Hilfe für einen Mörder
- 1985 : Die Schwarzwaldklinik: Der Weltreisende
- 1985 : Die Schwarzwaldklinik: Sterbehilfe
- 1985 : Die Schwarzwaldklinik: Die Entführung
- 1985 : Die Schwarzwaldklinik: Die Wunderquelle
- 1985 : Die Schwarzwaldklinik: Die Schuldfrage
- 1985 : Die Schwarzwaldklinik: Der Dieb
- 1985 : Die Schwarzwaldklinik: Der Kunstfehler
- 1985 : Die Schwarzwaldklinik: Die Mutprobe
- 1985 : Die Schwarzwaldklinik: Vaterschaft
- 1985 : Die Schwarzwaldklinik: Die falsche Diagnose
- 1986 : Hessische Geschichten (serie TV): episodio Gewußt wo / Auf immer und ewig / Sicher ist sicher
- 1986 : Hessische Geschichten: Erna mon amour / Die größten Kartoffeln / Die Wildsau
- 1986 : Weißblaue Geschichten: Die Goldene Hochzeit / Der Glückspilz / Der Klangkörper / Der Landarzt
- 1986 : Weißblaue Geschichten: Der Amerikaner / Der Erlkönig / Der Gondoliere
- 1986 : Weißblaue Geschichten: Der Kohlhas / Der Gendarm / Der Schutzheilige
- 1986 : Derrick: Naujocks trauriges Ende
- 1986 : Derrick: Das absolute Ende

## Radio
- 1946 : Mark Twain: Die Millionen-Pfundnote (Süddeutscher Rundfunk)
- 1947 : Carl Zuckmayer: Der Hauptmann von Köpenick (SDR)
- 1947 : George Bernard Shaw: Helden (SDR)
- 1947 : Erich Kästner: Das lebenslängliche Kind (SDR)
- 1947 : Fred Wiesen: Die Geheimen (SDR)
- 1948 : Leonhard Frank: So kann's nicht weitergehen! (SDR)